# Негостина (Сучава)
Негостина (рум. Negostina) насеље је у Румунији у округу Сучава у општини Балкауци. Oпштина се налази на надморској висини од 354 m.

## Становништво
Према подацима из 2002. године у насељу је живело 1474 становника.

### Попис2002.
| Расподела становништва по националности 2002.‍ | Расподела становништва по националности 2002.‍ | Расподела становништва по националности 2002.‍ | Расподела становништва по националности 2002.‍ | Расподела становништва по националности 2002.‍ |
| --------------------------------------------- | --------------------------------------------- | --------------------------------------------- | --------------------------------------------- | --------------------------------------------- |
|                                               |                                               |                                               |                                               |                                               |
| Румуни                                        | Румуни                                        |                                               | 371                                           | 25,2%                                         |
| Украјинци                                     | Украјинци                                     |                                               | 1.095                                         | 74,4%                                         |
| Пољаци                                        | Пољаци                                        |                                               | 5                                             | 0,3%                                          |